# ژیوانشی

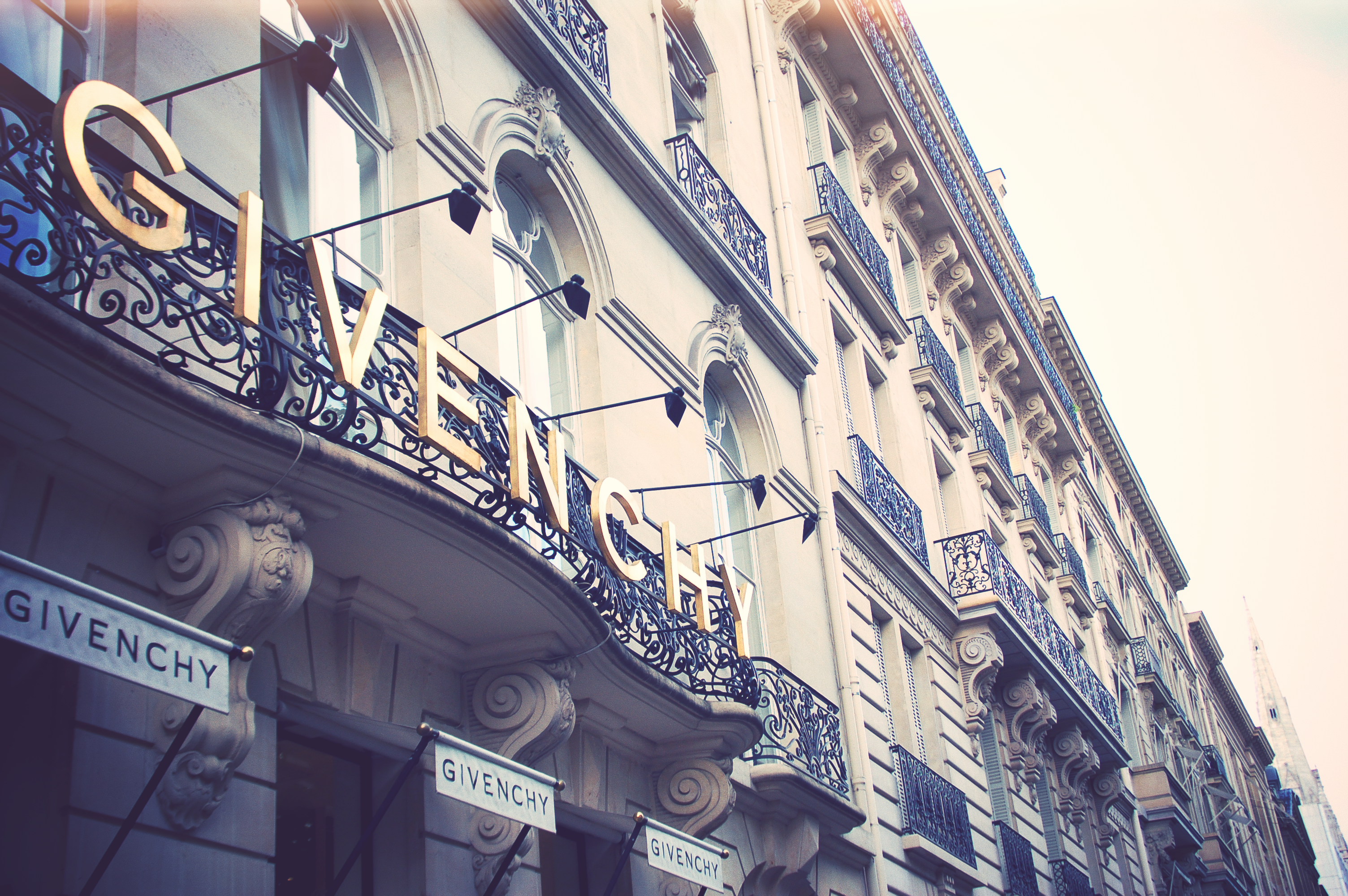
ژیوانشی

ژیوانشی (به فرانسوی: Givenchy) شرکت کالای لوکس فرانسوی است، که برندی شناخته‌شده در زمینه تولید پوشاک، عطر، لوازم آرایشی و بهداشتی محسوب می‌شود.
خانه مد ژیوانشی در سال ۱۹۵۲ توسط طراح فرانسوی؛ اوبر دو ژیوانشی تأسیس شد. برند ژیوانشی هم‌اکنون متعلق شرکت ال و ام هاش می‌باشد و پس از شرکت کریستین دیور اس.آ.، رتبه پرفروش‌ترین زیرمجموعه کمپانی ال و ام هاش را به خود اختصاص داده‌است.

## تاریخچه
شرکت ژیوانشی توسط طراح مد اوبر دو ژیوانشی در سال ۱۹۵۲ تأسیس شد. مالکیت آن تحت نظارت شرکت ال وی ام اچ می‌باشد. ژیوانشی با فروشی معادل ۱۷۶ میلیون دلار در سال ۱۹۹۳ توانست عنوان دومین شرکت پر فروش را پس از دیور برای ال و ام هاش کسب کند.
اوبر دو ژیوانشی بیش از هر طراح دیگری با مشتریان خود در ارتباط بود تا بتواند طرح‌هایی خیره‌کننده خلق نماید. در سال ۱۹۵۳ یکی از لباس‌های طراحی شده وی که برای زنان بود بر روی جلد مجله زندگی چاپ شد.
اوبر دو ژیوانشی در سال ۱۹۹۵ میلادی خود را بازنشسته نمود. پس از تلاش‌های جان گالیانو برای بازنشستگی اوبر دو ژیوانشی توانست بعد از دو سال برند دیور را نیز ارتقا دهد. در سال ۲۰۰۱ میلادی جولیان مک دونالد به عنوان طراح خط تولید زنان این برند انتخاب شد. پس از آن در سال ۲۰۰۵ ریکاردو تسکی نیز به عنوان مدیر طراحان لباس زنان انتخاب گردید وی با طرح‌های مینیمالیستی و همچنین با الهام گرفتن از پاییز به ارائه محصولات خود پرداخت هرچند که منتقدان زیادی نیز دارد.
این برند توانست در سال ۲۰۱۲ بیش از ۹۱۷ میلیون یورو درآمد کسب نماید. طرح‌های ژیوانشی توسط افراد مشهور زیادی در فرش قرمز بر تن شده‌است که از آن میان می‌توان به رونی مارا در آکادمی اواردز بر تن داشت و مدونا خواننده مشهور آمریکایی اشاره کرد. ,